# 30 (број)
30 је број, нумерал и име глифа који представља тај број. 30 је природан број који се јавља после броја 29, а претходи броју 31.

## У математици
- Је сложен број, факторише се на просте чиниоце као 2 * 3 * 5 = 30
- Је сума прва четири квадрата бројева, што га чини квадратним пирамидалним бројем

## У науци
- Је атомски број цинка

## У спорту
- Је ознака за други поен у тенису
- Је трајање напада у минутама у НЦАА кошарци. Ова дужина је била присутна и по ФИБА правилима пре увођења напада од 24 секунде.
- Луис Хамилтон је постао 30. шампион у Формули 1, 2. новембра 2008. године
- Је број на дресу Стефа Карија у екипи Голден Стејта.

## Остало
- Је међународни позивни број за Грчку[1]
- Је број дана у следећим месецима: април, јун, септембар и новембар
- Је број слова у азбуци
- Је редни број департмана Гар у Француској
- Је број блока на Новом Београду